# Тенгинское сельское поселение (Усть-Лабинский район)
Тенгинское сельское поселение — муниципальное образование в Усть-Лабинском районе Краснодарского края России.
В рамках административно-территориального устройства Краснодарского края ему соответствует  Тенгинский сельский округ.
Административный центр и единственный населённый пункт — станица Тенгинская.

## Население
| 2010  | 2012  | 2013  | 2014  | 2015  | 2016  | 2017  |
| ----- | ----- | ----- | ----- | ----- | ----- | ----- |
| 2706  | ↘2673 | ↗2674 | ↗2695 | ↗2711 | ↘2708 | ↘2686 |
| 2018  | 2019  | 2020  | 2021  | 2023  |       |       |
| ↘2638 | ↘2611 | ↘2562 | ↘2549 | ↘2520 |       |       |